# Prince of Persia: Warrior Within
Prince of Persia: Warrior Within je action-adventure videoigra koju je razvio i objavio Ubisoft. Objavljena u prosincu 2004. godine te je izdana na GameCube, Microsoft Windows, PlayStation 2, Xbox, Mobile, PlayStation 3 platformama. Igra je nastavak na Prince of Persia: The Sands of Time igru koja je izašla godinu dana prije. Nastavlja tamo gdje je The Sands of Time stao, dodajući nove značajke, posebno mogućnosti u borbi. Princ ima sposobnost istovremeno rukovanja s dva oružja, kao i mogućnost krađe oružja svojih neprijatelja i bacanje oružja. Prinčev repertoar borbenih poteza proširen je u različite nizove koji omogućavaju igračima da napadaju neprijatelje složenije nego što je to bilo moguće u prethodnoj igri. Ratnik iznutra ima tamniji ton od svog prethodnika, dodajući mogućnost da princ reže neprijatelje raznim krvavim završnim potezima. Uz moć premotavanja, usporavanja i ubrzavanja iz Pijeska vremena, Princ ima i novu snagu pijeska: kružni "val" pijeska koji obara sve okolne neprijatelje, ali ih i oštećuje. Igra je općenito dobro prihvaćena s pohvalama usmjerenima prema novouvedenom borbenom sustavu i zvučnoj podlozi.
Nakon Warrior Within, napravljen je drugi nastavak i prequel, proširujući priču o Sands of Time. Prince of Persia: The Two Thrones objavljen je 1. prosinca 2005., a Prince of Persia: The Forgotten Sands objavljen je 18. svibnja 2010. Verzija Warrior Within izvršio je Pipeworks Software, preimenovan u Prince of Persia: Revelations, i objavljena je 6. prosinca 2005. za PlayStation Portable. 

## Radnja igre
Sedam godina nakon događaja u igri Prince of Persia: The Sands of Time, Princa neprestano lovi tajanstveno biće poznatim kao Dahaka. Princ traži savjet od starog mudraca koji mu objašnjava kako onaj tko pusti Pijesak vremena mora umrijeti. Budući da je Princ izbjegao svoju sudbinu, misija Dahake kao čuvara vremenske trake je osigurati da umre onako kako je trebalo. Starac govori i o Otoku vremena, gdje je Carica vremena prvi put stvorila Pijesak. Princ isplovljava prema Otoku pokušavajući spriječiti da Pijesak ikad bude stvoren, akt za koji vjeruje da će smiriti Dahaku. Nakon bitke na moru s neprijateljskom snagom koju je predvodila misteriozna žena u crnom prevrne prinčev brod, princ u nesvijesti izlazi na obalu na Otok vremena.
Kasnije se budi i progoni ženu u crnom kroz tvrđavu Carice vremena na portal koji njih dvoje prenosi u prošlost. Princ spašava ženu po imenu Kaileena od ubojstva žene u crnom, koja je kasnije poznata kao Shahdee. Ne mogavši Princu dodijeliti audijenciju kod Carice vremena, koja je zauzeta pripremama za stvaranje Pijeska, Kaileena mu umjesto toga govori kako otključati vrata u prijestolju u kojoj carica boravi. Princ se probija kroz tvrđavu, koristeći pješčane portale za putovanje naprijed-nazad između prošlosti i sadašnjosti, i za dlaku izbjegava nekoliko susreta s Dahakom, za kojeg otkrije da ne može proći kroz vodu. Princ aktivira mehanizme u dva tornja tvrđave: Vrtni toranj i Mehanički toranj, koji služe kao brave za vrata. Vraća se u prijestolnicu samo da bi otkrio da je Kaileena zapravo sama Carica vremena, koja je na vremenskoj traci predvidjela da će je princ ubiti i koja je odlučila pokušati prkositi svojoj sudbini, baš kao što to čini princ. Slijedi bitka i Princ se pokazuje pobjednikom; ubija Kaileenu i vraća se u sadašnjost.
Princ vjeruje kako je promijenio svoju sudbinu, ali novi susret s Dahakom prisiljava ga da shvati da je ubijajući Kaileenu u osnovi bio taj koji je stvorio Pijeskove vremena, kao što su Pijeskovi stvoreni od njezinih ostataka i oni teku u pješčani sat. Princ pada u očaj, ali tada pronalazi tračak nade saznavši za čarobni artefakt zvan Maska gnjeva, za kojeg se kaže da nosi nositelja u prošlost, a također omogućava nositelju da promijeni vlastiti Vremenski slijed sigurnim suživotom njegovo drugo ja. Princ ne gubi vrijeme tražeći masku te ju navuče na glavu. Ona ga pretvara u Sand Wraitha, entitet kojemu se neprestano oduzima život, i vraća ga do točke kada je prvi put stigao na Otok vremena. On formulira plan da prisili Kaileenu kroz pješčani portal s njim, prevozeći ih oboje u sadašnjost, vjerujući da će, ako je tada ubije, Pijeskovi vremena stvoriti sedam godina nakon događaja iz The Sands of Time', što znači da će biti nemoguće da ih Princ pusti u Azadu, mjestu radnje prijašnje igre. Još dok je bio u prošlosti, Princ (kao Sand Wraith) osigurava da Dahaka uhvati i uništi svoje drugo ja, koje je upravo završilo otključavanje vrata u prijestolnoj sobi, ostavljajući Sand Wraitha jedinog princa na toj vremenskoj traci. Ovim činom Maska Wraithova olabavljuje stisak s prinčevog lica, dopuštajući mu da je ukloni i vrati u svoj uobičajeni oblik. Princ nastavlja do prijestolja i, unatoč svojim molbama Kaileeni, bitka s njom započinje kao i prije. Prisiljava je u sadašnjost sa sobom i u ovom trenutku igra ima dva zamjenska završetka. Koji će se kraj odigrati ovisi o tome jesu li prikupljene sve nadogradnje života i posebno primarno oružje zvano Vodeni mač.
Prvi kraj, bez Vodenog mača
Princ se bori i ubija Kaileenu u sadašnjosti, a Dahaka zahtijeva od Princa njezino tijelo, kao i Farahinu amajliju, tako da se The Sands of Time i sve relikvije koje se na njega odnose uklone s vremenske trake. Princ sam putuje kući u Babilon, da bi otkrio da grad ratuje. Čuje se glas starog mudraca, koji još jednom kaže: "Vaše putovanje neće završiti dobro. Ne možete promijeniti svoju sudbinu. Nijedan čovjek to ne može." Tada Princ izgovori potpuno zaprepašten: "Što sam to učinio?"
Drugi kraj, s Vodenim mačem
U sadašnjosti, prije nego što započne bitka između Princa i Kaileene, pojavljuje se Dahaka i pokušava Kaileenu ukloniti s vremenske trake. Princ se kreće spasiti je i shvaća da Vodeni mač može oštetiti naizgled nepobjedivog Dahaku. Nakon što su se borili i pobijedili zvijer, Princ i Kaileena zajedno plove do Prinčevog doma Babilona. Putovanje završava vođenjem ljubavi Princa s Kaileenom nakon kojeg Prin sanja. U njegovim mislima vidimo nešto što izgleda kao zapaljeni Babilon, sa zlatnom krunom koja se kotrlja do nogu tajanstvene, sjenovite figure koja zlokobno tvrdi: "Sve što je tvoje, s pravom je moje ... i moje će i biti. " Kao i na prvom kraju, začuje se glas starca koji kaže: "Vaše putovanje neće dobro završiti. Ne možete promijeniti svoju sudbinu. Niti jedan čovjek to ne može." Ovaj je kraj kanonski i izravno nastavlja priču u Prince of Persia: The Two Thrones.

## Igra
Kao i prethodnik, Warrior Within je 3D platformer usredotočen na istraživanje i borbu s ručnim mečem. Kao i u prethodnom dijelu, dizajn razine vrti se oko kretanja izdajničkim okruženjima potezima parkura i freerunning stila. Za razliku od Sands of Time, svijet igre je krajnje nelinearan; igrač bi se često vraćao na već posjećene lokacije nekoliko puta iz različitih smjerova, često prelazeći vremenske portale kako bi posjetio ista mjesta u sadašnjosti i prošlosti kako bi pronašao načine zaobilaska prepreka koje bi u bilo koje vrijeme bile neprohodne. Tajna područja mogu se pronaći i istražiti kako bi se stekli dodatni zdravstveni bodovi i jedinstveno oružje, što kulminira otkrivanjem oružja sposobnog nanijeti štetu Dahaki, otključavajući kanonski kraj igre. Uz uobičajenu platformu, igra također sadrži epizode u kojima Princa progoni Dahaka i mora se brzo kretati hodnicima prekrivenim zamkama da bi postigao sigurnost. Atmosfera igre ima prepoznatljivu tamniju i krupniju temu, za razliku od šarene palete prethodne igre.
Borbeni sustav je podvrgnut reviziji i omogućava igraču da uz primarno oružje posjeduje i dodatno sekundarno oružje nakon što nabavi oružje od palih neprijatelja ili nosača oružja. S ovom dodatkom, ovaj novi borbeni sustav naglašava stil borbe u slobodnom toku. Ideja je koristiti okoliš, sekundarno oružje i prinčeve vlastite akrobatske sposobnosti za slanje neprijatelja s lakoćom i agresijom, zajedno s grafičkim efektima nasilja koji se mogu uključiti u izborniku opcija u igri. Borba dvjema rukama uvodi brojne dodatne akrobatske kombinacije za slanje neprijatelja s većom učinkovitošću i brutalnošću. Ručno oružje ima različite bonuse i kazne koje se primjenjuju na igračevu štetu i pogotke; mogu se bacati na neprijatelje kako bi se omogućio ograničeni oblik borbe u daljini. Većina također ima ograničenu trajnost i postaju neupotrebljivi nakon brojnih pogodaka ili nakon što su bačeni kao projektili. Osim šefova, neprijatelji su pješčana bića različitih veličina. Za razliku od Pijeska vremena, gdje su krugovi teške borbe prošarani krugovima istraživanja, neprijatelji se mogu susresti bilo gdje na putu, sami i u čoporima; neki bi se uobičajeni neprijatelji ponovno pojavili kad igrač ponovno posjeti lokacije.
Kao i u Sands of Time, Princ posjeduje ograničenu kontrolu nad vremenom sa svojim Medaljonom vremena; Sands se može koristiti za učinkovitiju borbu, kao i za usporavanje, pa čak i premotavanje vremena, omogućujući Princu da pokuša neuspješne skokove ili pobjegne iz Dahakinih kandži.

## Neprijatelji
- Assassini
- Bladedancers
- Brute
- Carska garda
- Čuvar
- Dahaka
- Executioners
- Griffon
- Raiders
- Kaileena
- Scavenger
- Shahdee
- Silhouette
- Sjena
- Spike Beasts
- Thrall
- Vrana
- Master Vrana

## Vanjske poveznice
- Službena web stranica Princa Perzije
- Web stranica izdavača igre